# Stanisław Gurgul
Stanisław Gurgul (ur. 1863 w Starym Sączu, zm. 1938 w Jarosławiu) – polski kupiec, radny miejski i działacz społeczny.

## Życiorys
W 1876 podjął praktykę handlową w znanej krakowskiej firmie „Henryk Szarski”. W 1881 został kierownikiem tej firmy. W 1884 opuścił Kraków i dążąc do usamodzielnienia się, przez krótki okres administrował browarem w Tenczynku. Brał aktywny udział w życiu Kongregacji Kupieckiej w Krakowie, obejmując kolejno przedstawicielstwo różnych firm zagranicznych: angielskich, rosyjskich i szwajcarskich. W tym okresie wiele czasu spędzał w głębi Rosji, gdzie nawiązał kontakty z poważnymi kupcami. Po powrocie do kraju w 1886 założył własny dom handlowy w Krakowie. Niedługo potem wzbogacił się o filię w Tarnowie, zajmującą się handlem zbożem. Zakupił tereny torfowe pod Kłajem i zajął się na wielką skalę dostawą torfu do stajen wyścigowych na terenie całych Austro-Węgier. Kupił i prowadził równocześnie z powodzeniem przez kilka lat rafinerię nafty w Iwoniczu. W 1895 wziął udział w organizacji pierwszej wystawy galicyjskiej.
W 1897 zamierzał wydzierżawić dużą fabrykę ciast i cukrów w Győr na Węgrzech jednak po namowie hrabiego Badeniego zdecydował się na zakup nieczynnej od 1887 fabryki pierników Czyńskiego w Jarosławiu. Założył równocześnie dużą fabrykę wyrobów masarskich w rodzinnym Starym Sączu, która jako jedna z pierwszych wysyłała wędliny do Austro-Węgier. W 1906 przeniósł się do Jarosławia z zamiarem całkowitego poświęcenia się poprzemysłowi spożywczemu. W latach 1906–1911 był członkiem Wydziału Centralnego Związku Galicyjskiego Przemysłu Fabrycznego z siedzibą we Lwowie, a w latach 1908–1910 należał do Lwowskiej Izby Handlowej i Przemysłowej. W 1908 powołany został na stanowisko dyrektora wystawy przemysłowej i rolniczej w Jarosławiu.
Był członkiem Towarzystwa Gimnastycznego „Sokół”, a w okresie międzywojennym jego członkiem honorowym. W latach 1904–1910 był zastępcą prezesa Towarzystwa Gimnastycznego „Sokół”. Brał aktywny udział w pracach wydziału Towarzystwa Bursy Polskiej im. Mikołaja Kopernika. W 1914 wybrany został prezesem Rady Nadzorczej Kasy Rękodzielczej. W listopadzie 1918 został członkiem Organizacji Narodowej, która po przekształceniu się w Reprezentację Rządu Polskiego przejęła władzę w mieście. W latach 1918–1920 radny powiatu, w latach 1920–1932 radny miejski, a w latach 1928–1932 członek zarządu miasta. W 1928 został delegowany przez Radę Miejską do zarządu Towarzystwa Seminarium Nauczycielskiego Żeńskiego. Od 1929 był członkiem Rady Kasy Oszczędności.

## Rodzina
Żonaty z Anielą Zofią Urbanowską (1878–1933) miał dwóch synów: Aleksandra Mariana (1897–1924) i Stanisława.

## Literatura
- Nekrolog w "Gazecie Jarosławskiej" z 1938
- Skorowidz przemysłowo-handlowego Królestwa Galicji, Lwów 1906
- Reklama, "Tygodnik Jarosławski", 1905
- Przewodnik po wystawie przemysłowej i rolniczej w roku 1908, Jarosław 1908
- Zofia Kostka-Bieńkowska, Stanisław Gurgul
- Gurgul, "Życie Przemyskie", 1993